# Catoptria falsella

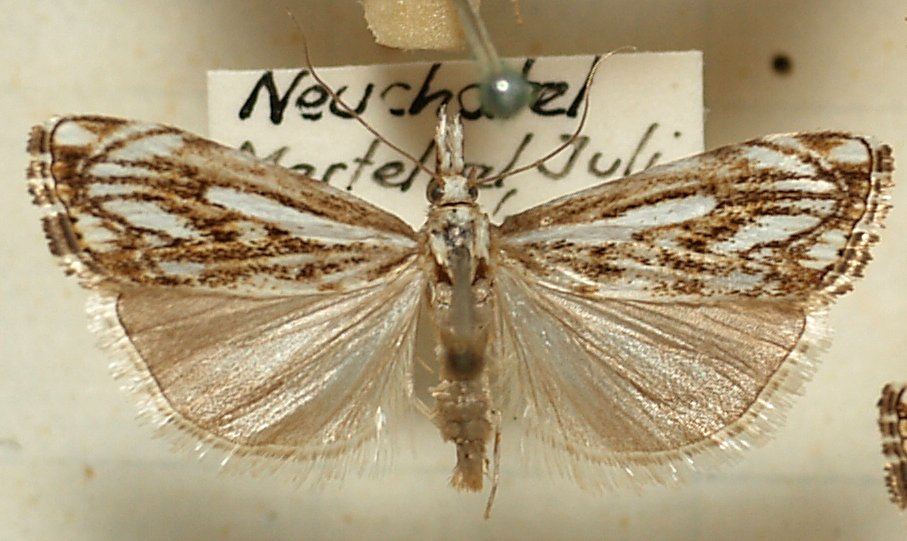
Gespannter Falter

Catoptria falsella ist ein Schmetterling aus der Familie der Crambidae.

## Merkmale
Die Falter erreichen eine Flügelspannweite von 16 bis 24 Millimeter (bzw. eine Vorderflügellänge von 8 bis 9 mm).  und haben weiß, braun und gelblichbraun gezeichnete Vorderflügel, die oft streifenartig braun bestäubt sind. Ein schmaler, von der Flügelbasis ausgehender weißer Längsstrich ragt bis über die Flügelmitte. Im äußeren Bereich, kurz vor dem Saum befindet sich eine stark ausgebuchtete Querlinie mit einer Spitze im Rücksprung zum Innenrand. Die Querlinie wird in der Ausbuchtung von drei dünnen, von der Spitze des weißen Längsstriches ausgehenden dunklen Längslinien gequert. Die Hinterflügel sind braungrau. 
Die Raupen sind grünlich und besitzen einen bräunlichen Kopf und einen bräunlichen Nackenschild.

### Ähnliche Arten
Die Art ähnelt stark einigen anderen Catoptria-Arten, wie C. confusella Staudinger, 1881, C. staudingeri (Zeller, 1863), C. incertella (Herrich-Schäffer, 1852) und C. verellus (Zincken, 1817). Lediglich C. confusella und C. verella kommen zusammen mit C. falsella vor. In C. confusella ist der von der Basis ausgehende Längsstrich kürzer und am Ende gespitzter, die subterminale Querlinie ist etwas weiter vom Saum entfernt und umgekehrt S-förmig geschwungen. C. verella  hat keine geschwungene submarginale Querlinie.

## Geographisches Vorkommen und Lebensraum
Die Art kommt weit verbreitet, oft sogar häufig in fast ganz Europa mit Ausnahme der Polargebiete vor sowie in Kleinasien. Auf der Iberischen Halbinsel und auf den Britischen Inseln tritt sie nur lokal auf.
Catoptria falsella bevorzugt trockene bis feuchte Standorte in Wäldern (Misch- und Nadelwäldern) und Buschland. In den Alpen steigt sie mindestens auf 2000 m an.

## Lebensweise
Catoptria falsella bildet zwei Generationen im Jahr, deren Falter von Mitte Mai bis Mitte Oktober fliegen. Im Norden des Verbreitungsgebietes wird nur eine Generation gebildet. Die Falter sind in der Dämmerung aktiv und werden von künstlichen Lichtquellen angezogen. Tagsüber verbergen sie sich im Moos an alten Mauern, Steinen und Felsen. Die oligophagen Raupen fressen an Moosen, hauptsächlich an Mauer-Drehzahnmoos (Tortula muralis), Dach-Drehzahnmoos  (Tortula ruralis)  und Gemeinem Kurzbüchsenmoos (Brachythecium rutabulum), aber auch an anderen Bärtchenmoosen  (Barbula) und Drehzahnmoosen (Tortula, Familie Pottiaceae). Innerhalb der Moospolster an alten Mauern, Dächern, Planken, Felsen und Feldsteinen legen die Raupen Gespinste an, in denen sie überwintern und sich auch verpuppen.

## Systematik und Taxonomie
Das Taxon wurde 1775 von Michael Denis und Johann Ignaz Schiffermüller als Crambus falsellus erstmals wissenschaftlich beschrieben. Der Holotypus stammte aus Sachsen und ist verloren. Die Art wird bisher recht einheitlich der Gattung Catoptria (Hübner, 1825) zugeordnet. Es existieren noch einige jüngere Synonyme.

## Belege

## Anmerkung
1. ↑  In Slamka (2008) ist fälschlicherweise die "Wiener Gegend" als Locus typicus angegeben.